# 留尼汪灰绣眼鸟
留尼汪灰绣眼鸟（学名：Zosterops borbonicus）是一种绣眼鸟科绣眼鸟属的小型鸟类，是留尼汪岛上的特有种。这种鸟的喙和腿均为铅灰色，眼圈很不明显；根据其在岛上的地理分布，这种鸟的羽色出现了明显的多态性，从头、背颜色从灰色到棕色均有。它们拥有高度社群性，经常呈小群活动，并且在繁殖期也并无领地性。

## 分类
Z. b. mauritianus类群曾被许多学者认定为留尼汪灰绣眼鸟的亚种，但目前划分为独立的单型，即毛岛灰绣眼鸟（Zosterops mauritianus）。两者统称为马斯克林绣眼鸟。
目前对于留尼汪灰绣眼鸟亚种的数量并不明确，多数学者认为只有一种，即指名亚种（Z. b. borbonicus），而部分学者则认为有Z. b. alopekion、Z. b. xerophilus两种，分别对应近海和高地，但已经不再普遍认可。

## 描述
留尼汪灰绣眼鸟体长10.7—11.4厘米左右，雄性6.8—10公克，雌性7.3—11.1公克。与橄榄绣眼鸟不同，其尾下覆羽为明显的白色。其身体其余部分的羽色变化较大，但通常比橄榄绣眼鸟的颜色要更浅。该鸟通常为蓝灰色，背部带有棕色，飞羽为黑色，体侧则为明显的棕褐色，喙和腿均为铅灰色。其眼睛呈栗色，眼圈非常不明显，与橄榄绣眼鸟形成鲜明对比。由于其胸部和体侧的白色羽毛，从而形成了“肩章”效果。幼鸟喙为黄色，而腿为粉红色。
该物种在地形和生态环境复杂的留尼汪岛上呈现出明显的、具有地理结构的羽色多态性。这种特征起源较晚，很可能是由作用于少数基因位点的社会选择或性选择所致。其羽毛表现出从灰色到棕色的颜色形态：北、东地区为棕背灰头，南地区则上颈也为棕色，中、西地区为棕背棕头；其余灰背灰头的物种主要位于岛中部，很少出现在海拔700米以下。每种形态几乎没有中间体，在体重和体长方面也有不同，翅膀、尾巴和跗跖长度随海拔增加，而喙长则反之。

## 习性
留尼汪灰绣眼鸟在留尼汪岛定殖后，尽管仍有不错的飞行能力，但其扩散率却显著降低，出现了“行为性失飞”（behavioral flightlessness）的现象。它们具有高度社群性，会组成6到20只个体的小群体，在森林中成群喧闹地移动，一起觅食、洗澡和休息。鸟群跟随着某只领头鸟，在飞行时展示其白色的臀部斑块。这种群集行为贯穿全年，与其他许多绣眼鸟在繁殖期转即变为保卫领地的行为不同。
留尼汪灰绣眼鸟不仅会为自己理羽，还经常出现社交理羽的现象，且并不局限于配偶之间。

### 分布和生境
留尼汪灰绣眼鸟可能于180万年前从亚洲进入留尼汪岛，而彼时橄榄绣眼鸟已经在岛上定殖。人们曾于19世纪尝试将其引入布拉哈岛和贝岛，但最终失败。
这种鸟主要栖息于2,800米以下的林地、森林或花园中，并且已经适应了人造环境。

### 食性
留尼汪灰绣眼鸟会取食昆虫、水果和花蜜，也是Angraecum striatum等兰花和特有的宝珥花属物种的授粉者。它们通常在早晨八点半到九点半之间，落在叶子或花序上，尝试那些“看起来新鲜”的花朵，且通常从较低的花朵开始。这种鸟有时会为了争夺花朵资源而与橄榄绣眼鸟发生竞争，并通过群体策略不断骚扰，有时能够获得成功；但如果自身遭到了橄榄绣眼鸟的入侵，则会主动避让。
它们主要取食双翅目昆虫、甲虫、飞蛾等，而在昆虫较少的冬季，会更多地取食水果，曾有损害低地私人花园和商业果园的水果的报道。

### 繁殖
留尼汪灰绣眼鸟繁殖期为9月至12月，有时也会延续到2月，且在8月也曾观察到成鸟喂养幼鸟的情况；繁殖高峰期可能在10月至11月。巢有时呈松散的半群体形式，可在相互近至50英尺的距离内筑巢，没有领地性或巢穴防御行为，“协助者”有时会参与喂养幼鸟。在求偶过程中，雄性会在黎明和傍晚站在高处裸露的位置，发出响亮的歌声，在求偶展示时，其白色的腋部和尾部非常显眼。其鸟巢呈杯状，由细长的植物茎构成，若在树荫中则覆盖绿色苔藓或灰白色材料（可能是地衣），而在更暴露的区域会用枯叶覆盖，固定在1—5米高的树枝上。每窝产2—3（偶尔4）个淡蓝色卵；孵化期为10—12天。

### 鸣叫
联络声为多变的“chee chee chee”；鸣唱为多变的婉转鸣声，有时还包含对其他鸟类的模仿，音阶上下变化，持续10—30秒。

## 威胁与保护
留尼汪灰绣眼鸟是IUCN认定的无危物种，1967年，种数量估计为556,000只，而目前预计有10万至50万只个体，而高地区域（海拔2000米以上）的数量则约为45,000只。

## 图集

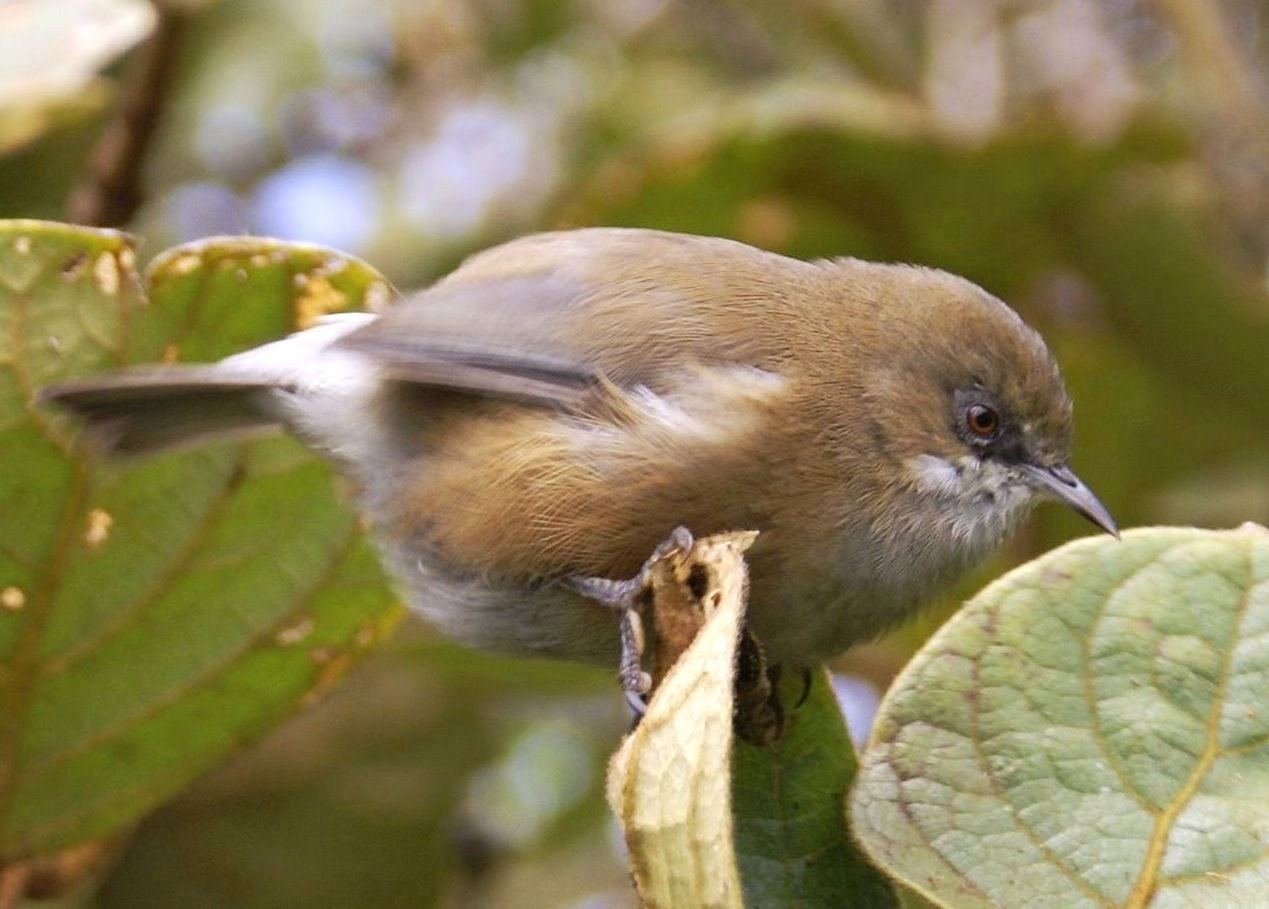
Col des Boeufs，正在展示白色“肩章”的棕色型
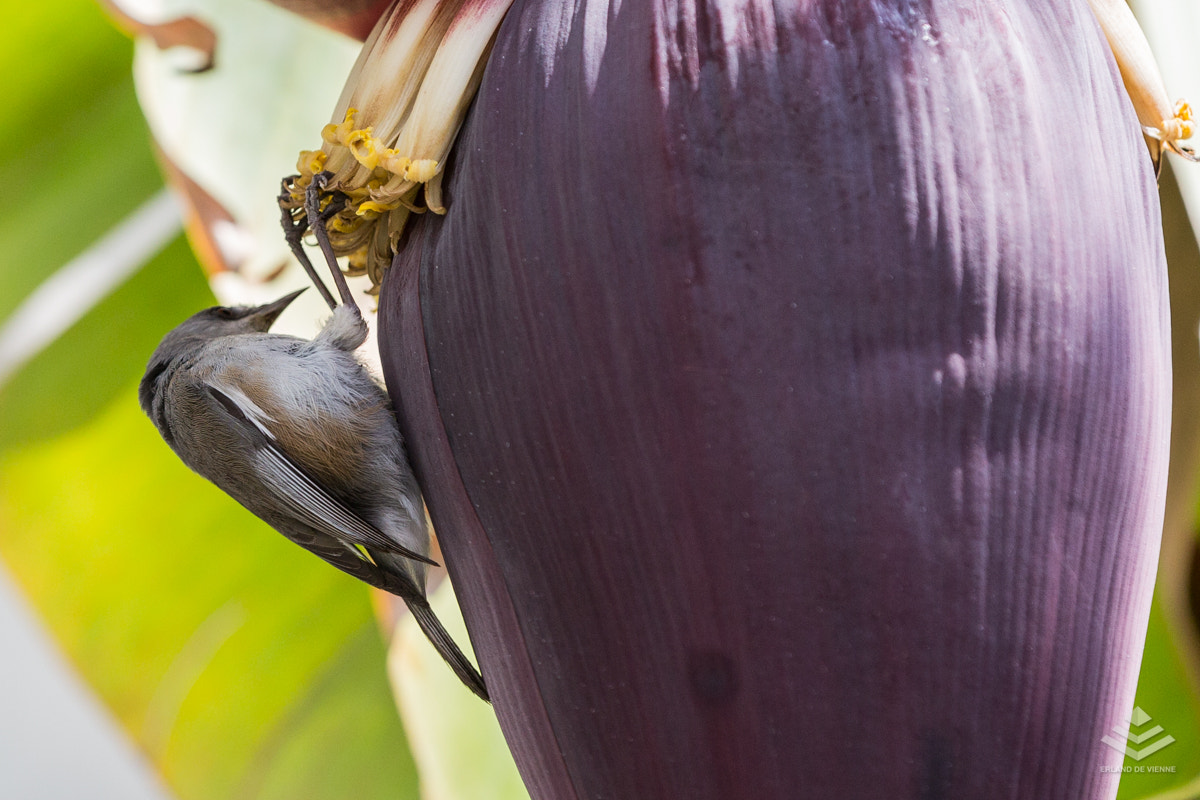
圣但尼 (留尼汪)，在香蕉花序上觅食